# Colopus wahlbergii
Espèce
Colopus wahlbergii est une espèce de geckos de la famille des Gekkonidae.

## Répartition
Cette espèce se rencontre en Namibie, au Botswana et en Afrique du Sud,.

## Description
C'est un gecko terrestre et nocturne vit dans des zones sableuses avec peu de végétation. Il se cache sous des objets (pierres, branches) ou dans de petits terriers. D'apparence plutôt massive, avec des écailles apparentes, et il est de couleur orange et brun, parfois gris voir bleuté. Le ventre est blanc. Deux lignes sombres remontent le corps de chaque côté de la colonne vertébrale, de plus en plus irrégulières en approchant de la tête.

## Liste des sous-espèces
Selon The Reptile Database (16 septembre 2012) :
- Colopus wahlbergii furcifer Haacke, 1976
- Colopus wahlbergii wahlbergii Peters, 1869

## Étymologie
Cette espèce est nommée en l'honneur de Johan August Wahlberg.

## Publications originales
- Peters, 1869 : Eine Mittheilung über neue Gattungen und Arten von Eidechsen. Monatsberichte der Königlich Preussischen Akademie der Wissenschaften zu Berlin, vol. 1869, p. 57-66 (texte intégral).
- Haacke, 1976 : The burrowing geckos of southern Africa, 3 (Reptilia: Gekkonidae). Annotated taxonomic account (cont.) D. Genus Colopus Peters. Annals of the Transvaal Museum, vol. 30, p. 29-39 (texte intégral).